# Graziella Mascia
Graziella Mascia (Magenta, 3 septembre 1953 – Robecco sul Naviglio, 11 mars 2018) est une femme politique italienne membre du Parti de la refondation communiste (Rifondazione Comunista).

## Biographie
Graziella Mascia adhère au Parti communiste italien en 1972 et fait partie du Comité central de 1979 à 1983. Après la dissolution du parti, elle rejoint Rifondazione Comunista, où elle occupe pendant cinq ans le poste de secrétaire de la Fédération de Milan, avant d’intégrer la coordination du Secrétariat national. Elle est également élue conseillère municipale de Milan et, lors des élections régionales de 1995 en Lombardie, conseillère régionale avec 3 202 voix de préférence.
Lors des élections législatives de 2001, elle est élue députée à la Chambre des députés dans la circonscription X (Ligurie),.
À partir de juin 2001, Graziella Mascia siège à la Commission spéciale chargée de l’examen des projets de loi de conversion et des décrets-lois, ainsi qu'à la Ire Commission permanente des Affaires constitutionnelles, de la Présidence du Conseil et de l’Intérieur. Elle est vice-présidente du groupe parlementaire du Parti de la Refondation communiste aux côtés de Giovanni Russo Spena (it). Après les émeutes anti-G8 de Gênes de 2001, elle devient membre du Comité parlementaire d’enquête sur le G8, présidé par Donato Bruno (it).
Lors des élections législatives de 2006, elle est réélue députée dans la circonscription de Lombardie 1 et est peu après nommée vice-présidente du groupe parlementaire du Parti de la refondation communiste à la Chambre des députés. Son engagement politique se concentre sur les questions de justice, de légalité, de travail et de droits syndicaux.
À la suite des élections législatives de 2008, Graziella Mascia ne retrouve pas son siège au Parlement en raison du mauvais résultat électoral de la gauche.
Signataire du document Rifondazione per la Sinistra lors du VIIe congrès du parti, Graziella Mascia participe à la scission menée par Nichi Vendola et adhère d'abord au Movimento per la Sinistra, puis à Sinistra Ecologia Libertà, parti qu’elle quitte peu avant les élections législatives de 2013.

## Distinction
- En 2018, la commune de Milan a décidé que son nom soit inscrit au Famedio, à l'intérieur du Cimetière monumental de Milan[5].